# 1932년 하계 올림픽 오스트리아 선수단
1932년 하계 올림픽 오스트리아 선수단은 미국 로스앤젤레스에서 개최된 1932년 하계 올림픽에 참가한 올림픽 오스트리아 선수단이다.

## 다이빙
남자
| 선수 | 세부 종목 | 예선 | 예선 | 결선 | 결선      |
| 선수 | 세부 종목 | 점수 | 순위 | 점수 | 최종 순위 |

## 육상
남자
| 선수 | 세부 종목 | 1차 예선 | 1차 예선 | 준준결선 | 준준결선 | 준결선 | 준결선 | 결선 | 결선      |
| 선수 | 세부 종목 | 기록     | 순위     | 기록     | 순위     | 기록   | 순위   | 기록 | 최종 순위 |

## 참고 자료
- (영어) “Austria at the 1932 Los Angeles Summer Games”. SR/Olympic Sports. 2009년 6월 2일에 원본 문서에서 보존된 문서. 2011년 10월 13일에 확인함.